# 瓦拉塔

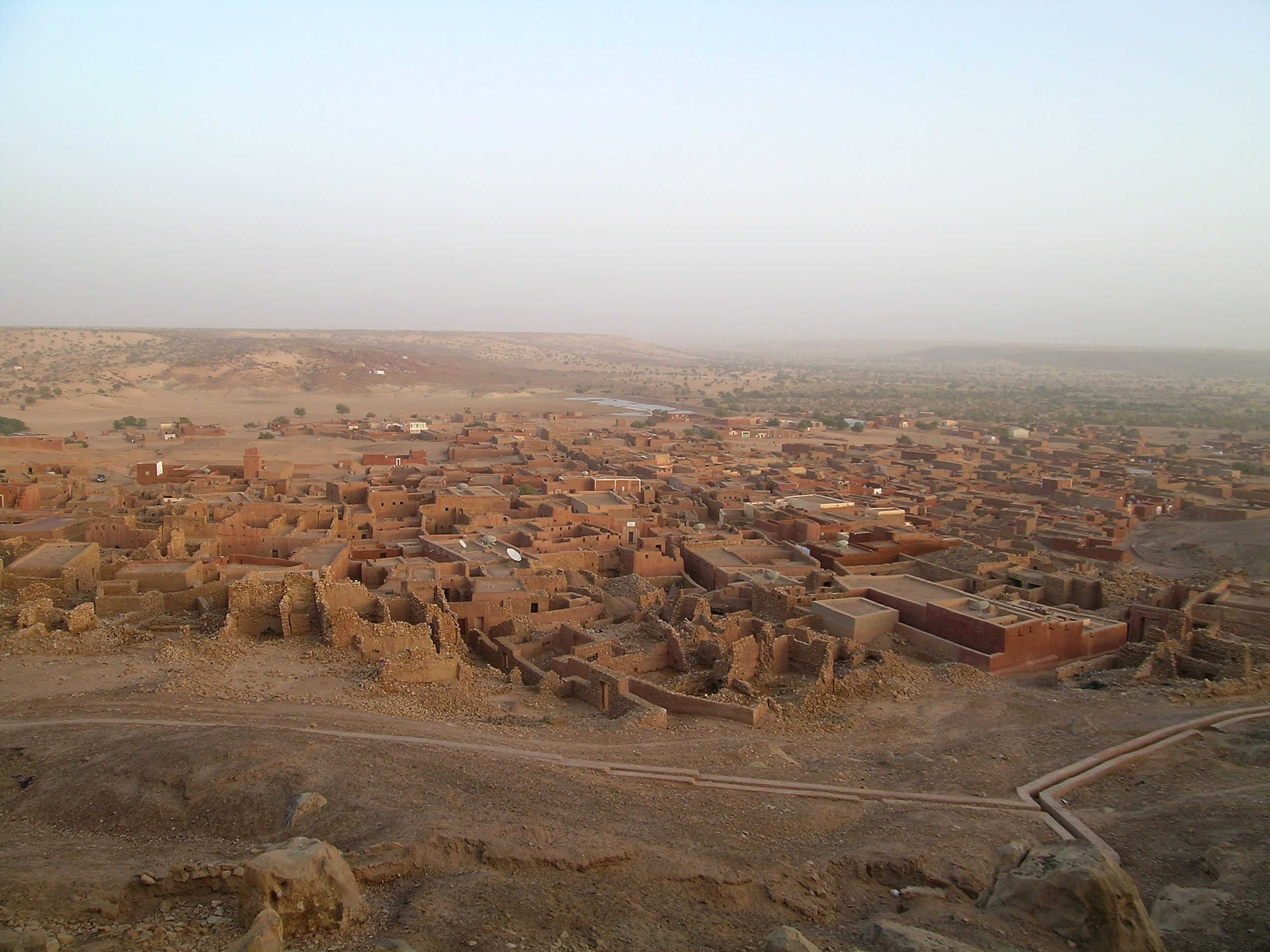
從空中俯覽瓦拉塔

瓦拉塔（法語：Oualata），是毛里塔尼亞東南部的一座綠洲城鎮，在東胡德省。1996年，「瓦丹、欣盖提、提希特和瓦拉塔古镇」獲選列入世界文化遺產。